# Кузьма-Демьян (Веретейское сельское поселение)
Кузьма-Демьян — село в Некоузском районе Ярославской области России. 
В рамках организации местного самоуправления входит в Веретейское сельское поселение, в рамках административно-территориального устройства — в Веретейский сельский округ.

## География
Расположено в междуречье рек Ильд и Сутка в 10 км на юг от центра поселения посёлка Борок и в 22 км на северо-восток от райцентра села Новый Некоуз.

## История
Каменная церковь с колокольней в селе сооружена в 1801 году с тремя престолами: во имя Святых Бессребреников Космы и Дамиана; во имя Казанской иконы Божией Матери; во имя Святых Благоверных Князей Бориса и Глеба. 
В конце XIX — начале XX века село входило в состав Марьинской волости Мологского уезда Ярославской губернии.
С 1929 года село входило в состав Марьинского сельсовета Некоузского района, с 1954 года — в составе Лацковского сельсовета, в 1980-е годы — в составе Веретейского сельсовета, с 2005 года — в составе Веретейского сельского поселения.

## Население
| 2007 | 2010 |
| ---- | ---- |
| 2    | ↗7   |

## Достопримечательности
В селе расположена недействующая Церковь Казанской иконы Божией Матери (1801).